# Adama Ndiaye
Pour les articles homonymes, voir Ndiaye.
Adama Ndiaye, ou Adama Amanda Ndiaye, connue en tant qu'Adama Paris, nom de la marque qu'elle a créée, est née à Kinshasa. Elle est une styliste, créatrice de mode sénégalaise. Elle est à l'origine de plusieurs événements internationaux dont la Black Fashion Week qui se déroule à Prague, Bahia, Paris et Montréal depuis 2010.

## Biographie

### Jeunesse
Adama Ndiaye est née en 1977 à Kinshasa, de parents diplomates sénégalais.

### Carrière professionnelle
Après des études de science économique, elle commence sa carrière dans la banque. Peu après, elle suit des cours de mode et lance la marque Adama Paris, surnom qui lui est donné dans sa famille, ainsi qu'une plateforme de mode destinée à promouvoir ses créations mais aussi celles d'autres stylistes.
Afin de présenter ses créations et en raison d'un manque d'animations dans le milieu de la mode séné galaise, elle crée le défilé de mode Dakar Fashion Week ouvert également aux autres créateurs. Puis elle lance, dès 2010 la Black Fashion Week qui se déroule à Prague, Bahia, Paris et Montréal.
En 2013, Adama Ndiaye lance sa chaîne de télévision Fashion Africa Channel destinée à mettre en valeur la mode africaine.
Elle est également chroniqueuse mode sur la chaîne Canal + dans la rubrique + d’Afrique.
En 2025, elle fait partie du jury de l'émission de télérélaité panafricaine Nouvelle Reine, également diffusée sur Canal+ Afrique, aux côtés de la reine de beauté ivoirienne Awa Sanoko et du chanteur franco-congolais Singuila.

## Vie privée et formation
Elle vit entre Los Angeles, Paris et Dakar.

## Divers
En 2015, Adama Ndiaye fait partie du « Top 50, des femmes les plus puissantes d’Afrique », selon l'hebdomadaire panafricain Jeune Afrique qualifiée de « papesse des Black Fashion Week ».

## Sources
- (en) Cet article est partiellement ou en totalité issu de l’article de Wikipédia en anglais intitulé « Adama Ndiaye » (voir la liste des auteurs).